# Бузовая Пасковка
Бузовая Пасковка (укр. Бузова Пасківка) — село,
Никольский сельский совет,
Полтавский район,
Полтавская область,
Украина.
Код КОАТУУ — 5324083903. Население по переписи 2001 года составляло 83 человека.

## Географическое положение
Село Бузовая Пасковка находится в 4-х км от правого берега реки Тагамлык,
в 2,5 км от села Курилеховка.
Рядом проходят автомобильная дорога Т-1712 и
железная дорога, станция Пашковка в 1-м км.